# كالي بارفيانان
كالي بارفيانان (بالفنلندية: Kalle Parviainen)‏ هو لاعب كرة قدم فنلندي في مركز الدفاع، ولد في 3 أكتوبر 1982 في كووبيو في فنلندا. شارك مع منتخب فنلندا لكرة القدم. أما مع النوادي، فقد لعب مع إنتر توركو وكووبيون بالوسيورا وهكا.

## وصلات خارجية
- كالي بارفيانان على موقع قاعدة بيانات كرة القدم.إي يو (الإنجليزية)
- كالي بارفيانان على موقع ناشيونال فوتبول تيمز (الإنجليزية)
- كالي بارفيانان على موقع عالم كرة القدم.نت (الإنجليزية)